# Canoagem nos Jogos Pan-Americanos de 1995
As competições de canoagem nos Jogos Pan-Americanos de 1995 foram realizadas em Mar del Plata, na Argentina.

## Masculino
| Evento                   | Ouro                           | Prata                          | Bronze                                    |
| ------------------------ | ------------------------------ | ------------------------------ | ----------------------------------------- |
| C-1 500 metros detalhes  | James Terrell (USA)            | Attila Buday (CAN)             | Juan Martínez (MEX)                       |
| C-1 1000 metros detalhes | Ledis Frank Balceiro (CUB)     | Juan Martínez (MEX)            | Danny Howe (CAN)                          |
| C-2 500 metros detalhes  | Canada (CAN)                   | Mexico (MEX)                   | Cuba (CUB)                                |
| C-2 1000 metros detalhes | Cuba (CUB)                     | Canada (CAN)                   | Mexico (MEX)                              |
| K-1 500 metros detalhes  | Peter Newton (USA)             | Emmanuel Auger (CAN)           | Sergio Alejandro Mangín (ARG)             |
| K-1 1000 metros detalhes | Abelardo Andrés Sztrum (ARG)   | Peter Newton (USA)             | Sebastián Cuattrin (BRA)                  |
| K-2 500 metros detalhes  | United States of America (USA) | Cuba (CUB)                     | Argentina (ARG)                           |
| K-2 1000 metros detalhes | Argentina (ARG)                | Cuba (CUB)                     | Sebastián Cuattrin Álvaro Koslowski (BRA) |
| K-4 500 metros detalhes  | Cuba (CUB)                     | United States of America (USA) | Argentina (ARG)                           |
| K-4 1000 metros detalhes | Cuba (CUB)                     | United States of America (USA) | Argentina (ARG)                           |

### Feminino
| Evento                  | Ouro                           | Prata                          | Bronze             |
| ----------------------- | ------------------------------ | ------------------------------ | ------------------ |
| K-1 500 metros detalhes | Alexandra Harbold (USA)        | Erika Duron (MEX)              | Anmary López (CUB) |
| K-2 500 metros detalhes | United States of America (USA) | Canada (CAN)                   | Mexico (MEX)       |
| K-4 500 metros detalhes | Canada (CAN)                   | United States of America (USA) | Cuba (CUB)         |

## Quadro de medalhas
| Posição | Nação              |    |    |    | Total |
| ------- | ------------------ | -- | -- | -- | ----- |
| 1       | USA Estados Unidos | 5  | 4  | 0  | 9     |
| 2       | CUB Cuba           | 4  | 2  | 3  | 9     |
| 3       | CAN Canadá         | 2  | 4  | 1  | 7     |
| 4       | ARG Argentina      | 2  | 0  | 4  | 6     |
| 5       | MEX México         | 0  | 3  | 3  | 6     |
| 6       | BRA Brasil         | 0  | 0  | 2  | 2     |
| Total   | Total              | 13 | 13 | 13 | 39    |